# 金誠
金诚，字成之，广东番禺人，籍广州右卫，明朝政治人物。
永樂十三年（1418年），登戊戌科進士，拜刑部主事。